# マシュー・シェパード

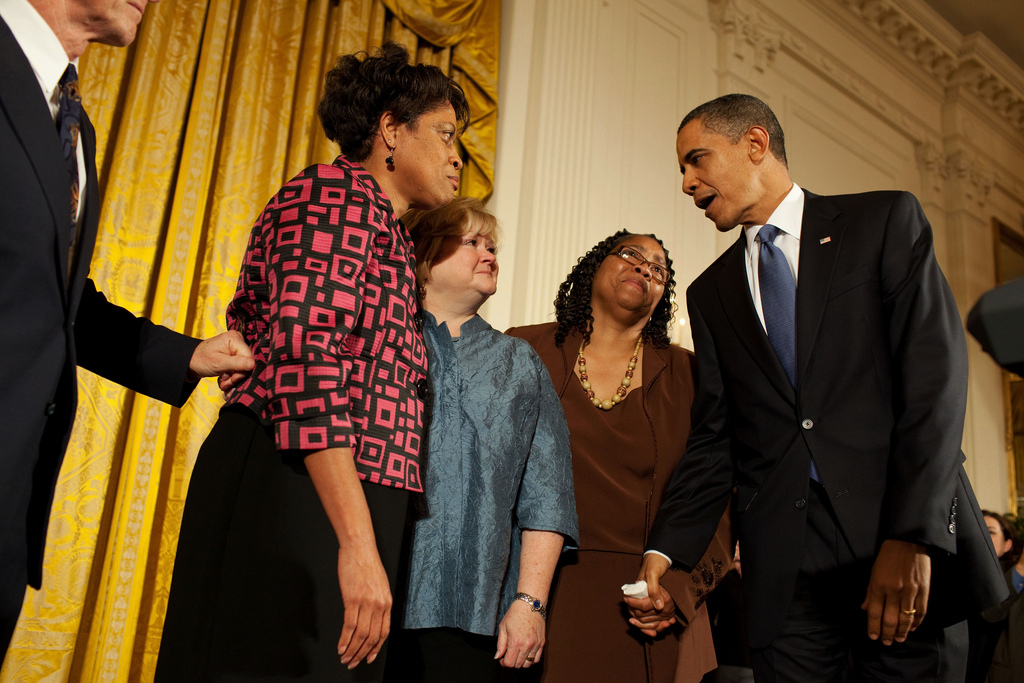
マシュー・シェパード法成立

マシュー・シェパード（Matthew Shepard、1976年12月1日-1998年10月12日）は、アメリカ合衆国の元大学生。同性愛者であるということを理由に、21歳の時にワイオミング州ララミーで殺害された。

## 生い立ち
ワイオミング州キャスパーにて、父親デニス・シェパードと母親ジュディ・シェパードのもとに長男として生まれる。スイスのアメリカン・スクールに通ってイタリア語やドイツ語を学んだ。ワイオミング大学の政治学部に入学した。

## 事件
1998年10月6日、二人組の男に連れ出され、彼らに暴行を加えられてフェンスに縛り付けられた。7日に発見されてコロラド州のフォート・コリンズの病院に運ばれたが、その5日後に亡くなった。事件はヘイトクライムとして全米中で注目を集めた。1999年11月の裁判で二人の被告、ラッセル・アーサー・ヘンダーソン被告には仮釈放のある終身刑が、アーロン・ジェイムス・マッキニー被告には仮釈放の無い終身刑が言い渡された。

## その後
ウエストボロ・バプティスト教会の牧師フレッド・フェルプスは、事件を擁護する発言をして各方面から非難を浴びた。99年にビル・クリントン大統領は法案を提出したが、議会が同意しなかった為、結局成立しなかった。2007年3月20日、ヘイトクライムを禁じた「マシュー・シェパード法」が民主党議員ジョン・コニャーズの発案で5月3日に連邦議会上院を通過した。しかしジョージ・W・ブッシュ大統領は拒否権を行使する意思を表明した。ナンシー・ペロシ下院議長は2008年に法案を成立させようとしたが、結局法案はバラク・オバマの大統領就任後の2009年10月22日になって上院を通過し、大統領が10月28日に署名したことにより成立した。